# Auditoría Superior de la Federación
La Auditoría Superior de la Federación (ASF) es la entidad fiscalizadora superior (EFS) de México. Su función principal es llevar a cabo la fiscalización superior de la cuenta pública, en su carácter de órgano técnico especializado de la Cámara de Diputados del Congreso de la Unión.

## Funciones
La acción de fiscalizar es sinónimo de auditar; por su parte, el término “superior” indica que la ASF es la máxima autoridad y última instancia del país encargada de realizar auditorías externas a los fondos públicos, lo cual es acorde con las Normas Internacionales de las Entidades Fiscalizadoras Superiores, (ISSAI, por sus siglas en inglés) emitidas por la INTOSAI; organización de la cual la ASF es miembro.
La ASF puede fiscalizar todas las operaciones que involucren recursos públicos federales o Participaciones Federales, que lleven a cabo los tres Poderes de la Unión, los órganos constitucionales autónomos, los estados, municipios y alcaldías de la Ciudad de México, las empresas productivas del Estado, así como cualquier otro ente público, entidad, persona física o moral, pública o privada.
La creación de la ASF es resultado de la reforma a la Constitución Política de los Estados Unidos Mexicanos (CPEUM), publicada en el Diario Oficial de la Federación el 30 de julio de 1999, la cual previó la conformación de una nueva entidad de fiscalización superior, en sustitución de la Contaduría Mayor de Hacienda. Este cambio implicó la emisión de la Ley de Fiscalización Superior de la Federación, la cual entró en vigor el 30 de diciembre del 2000, con lo cual se formalizó el inicio de operaciones de la ASF..

## Antecedentes históricos
El primer texto de rango constitucional con efectos en el territorio que actualmente es México, en el cual se enuncian las funciones de fiscalización fue la Constitución de 1812, aprobada por las Cortes de Cádiz. Esta primera Carta Magna dispuso en su artículo 350 la creación de la Contaduría Mayor de Cuentas para el examen de las cuentas derivadas de los caudales públicos. Una vez consumada la independencia nacional, en la Constitución Federal de 1824, se estableció como facultad exclusiva del Congreso General la revisión anual de las Cuentas Públicas; consecuentemente, el 16 de noviembre de ese mismo año se expidió el Decreto de la Ley de Arreglo de la Administración de la Hacienda Pública, con la cual se creó la Contaduría Mayor de Hacienda como institución dependiente de la Cámara de Diputados y encargada del “examen y glosa de las cuentas de gastos y crédito público”.
Las funciones de la Contaduría Mayor de Hacienda se alternaron en tres ocasiones con las de un Tribunal de Cuentas con atribuciones jurisdiccionales. En 1838 se instituyó el Tribunal de Revisión de Cuentas, al cual quedó adscrita la Contaduría Mayor de Hacienda. Este Tribunal cesó su operación en 1846, con lo cual se restituyó la posición de la Contaduría. En 1853, por segunda ocasión, la Contaduría quedó bajo la jurisdicción de un Tribunal de Cuentas. Con la promulgación de la Constitución Política de la República de 1857, se retomó el estatus de la Contaduría Mayor de Hacienda como órgano dependiente del Poder Legislativo del Congreso de la Unión. Sin embargo, durante el Segundo Imperio Mexicano, a través del Estatuto Provisional (1865), se reinstaló por última vez el Tribunal de Cuentas durante sólo dos años.
A partir de 1867 y hasta el 2000 la Contaduría Mayor de Hacienda operó de forma ininterrumpida y con la misma denominación. Su marco de atribuciones sufrió diversos ajustes enmarcados en cuatro reformas a su ley orgánica, correspondientes a 1896, 1904, 1936 y 1978. De éstas destaca la última, ya que por primera vez se estipuló el carácter de la Contaduría como “órgano técnico de la Cámara de Diputados que tiene a su cargo la revisión de la Cuenta Pública”; denominación vigente hasta la actualidad.

## Evolución de las leyes de fiscalización superior
El relevo de la Contaduría Mayor de Hacienda por la ASF se formalizó con la entrada en vigor de la Ley de Fiscalización Superior de la Federación, el 30 de diciembre de 1999. Este nuevo marco normativo dotó a la ASF de autonomía técnica y de gestión, y amplió su universo fiscalizable con la adición de los Poderes Legislativo y Judicial, los órganos constitucionales autónomos, y los estados y municipios respecto al ejercicio de recursos federales transferidos. Asimismo, se facultó a la ASF a imponer sanciones resarcitorias (monetarias) cuando se acreditara la comisión de actos que causaran un daño o perjuicio a la Hacienda Pública Federal. 
El 7 de mayo de 2008 se llevó a cabo una segunda reforma constitucional, la cual conllevó abrogar el marco legal previó de la ASF, a través del decreto de la Ley de Fiscalización y Rendición de Cuentas de la Federación, del 29 de mayo de 2009. En el nuevo texto constitucional se incluyó, de manera expresa, la facultad para practicar auditorías al desempeño, además de auditorías de cumplimiento. Aunque desde su inicio la ASF lleva a cabo auditorías de desempeño sustentadas en su facultad de origen para evaluar el cumplimiento de los objetivos de los programas, la enunciación precisa de dicho concepto contribuyó a consolidar este tipo de revisiones. Asimismo, con esta reforma se introdujeron los principios rectores de la fiscalización (posterioridad, anualidad, legalidad, definitividad, imparcialidad y confiabilidad), con el objeto garantizar la certeza jurídica y legitimidad de la actuación de la ASF. Al siguiente año se publicó una nueva Ley de Fiscalización y Rendición de Cuentas de la Federación (18 de junio de 2010), con cambios menores referentes a la presentación de resultados preliminares ante los sujetos auditados.
La modificación más reciente al marco legal que rige a la ASF corresponde a la Ley de Fiscalización y Rendición de Cuentas de la Federación del 18 de julio de 2016, la cual continua vigente. Esta ley es producto de la reforma constitucional del 27 de mayo de 2015, la cual dio origen al Sistema Nacional Anticorrupción.
Los cambios introducidos por estas reformas implicaron, principalmente (1) el crecimiento del universo auditable, debido a la adición de las participaciones federales, y los recursos provenientes de financiamientos contratados por los estados, municipios y alcaldías de la Ciudad de México con garantía de la Federación; (2) la eliminación de los principios de anualidad y posterioridad, lo que significa que la ASF está autorizada para revisar Cuentas Públicas anteriores o el ejercicio fiscal en curso, bajo determinadas circunstancias; (3) la segmentación de la entrega de los informes individuales de auditoría en tres etapas, y (4) la designación de la ASF como autoridad competente para investigar y substanciar faltas administrativas de conformidad con lo dispuesto en la Ley General de Responsabilidades Administrativas.

## Titulares de la Auditoría Superior de la Federación
Al frente de la ASF habrá un Titular, el cual es electo por un periodo de ocho años, por el voto de las dos terceras partes de los miembros presentes de la Cámara de Diputados. El Titular de la ASF puede ser reelecto por una sola vez y podrá ser removido por la Cámara por causas graves a las cuales se refiere la Ley de Fiscalización y Rendición de Cuentas de la Federación.
| N.º | Auditor                      | Periodo                                           |
| --- | ---------------------------- | ------------------------------------------------- |
| 1º | Gregorio Guerrero Pozas*     | 30 de diciembre de 2000 - 31 de diciembre de 2001 |
| 2º | Arturo González de Aragón    | 1 de enero de 2002 - 31 de diciembre de 2009      |
| 3º | Juan Manuel Portal Martínez  | 1 de enero de 2010 - 31 de diciembre de 2017      |
| — | Juan Javier Pérez Saavedra** | 1 de enero - 15 de marzo de 2018                  |
| 4º | David Colmenares Páramo      | 15 de marzo de 2018 - En el cargo                 |
| *El artículo Tercero Transitorio de la Ley de Fiscalización Superior de la Federación dispuso que el primer Titular de la Auditoría Superior de la Federación sería el Contador Mayor de Hacienda en funciones al momento de la entrada en vigor de dicha Ley, hasta el 31 de diciembre del 2001. **Auditor interino de conformidad con la Ley de Fiscalización y Rendición de Cuentas de la Federación. |                              |                                                   |

## Principales funciones y estructura
De acuerdo con el artículo 14 de la Ley de Fiscalización y Rendición de Cuentas de la Federación, la fiscalización de la Cuenta Pública que lleva a cabo la ASF tiene por objeto:
| I. Evaluar los resultados de la gestión financiera: a) La ejecución de la Ley de Ingresos y el ejercicio del Presupuesto de Egresos para verificar la forma y términos en que los ingresos fueron recaudados, obtenidos, captados y administrados; constatar que los recursos provenientes de financiamientos y otras obligaciones y empréstitos se contrataron, recibieron y aplicaron de conformidad con lo aprobado; y revisar que los egresos se ejercieron en los conceptos y partidas autorizados, incluidos, entre otros aspectos, la contratación de servicios y obra pública, las adquisiciones, arrendamientos, subsidios, aportaciones, donativos, transferencias, aportaciones a fondos, fideicomisos y demás instrumentos financieros, así como cualquier esquema o instrumento de pago a largo plazo; b) Si se cumplió con las disposiciones jurídicas aplicables en materia de sistemas de registro y contabilidad gubernamental; contratación de servicios, obra pública, adquisiciones, arrendamientos, conservación, uso, destino, afectación, enajenación y baja de bienes muebles e inmuebles; almacenes y demás activos; recursos materiales, y demás normatividad aplicable al ejercicio del gasto público; c) Si la captación, recaudación, administración, custodia, manejo, ejercicio y aplicación de recursos federales, incluyendo subsidios, transferencias y donativos, y si los actos, contratos, convenios, mandatos, fondos, fideicomisos, prestación de servicios públicos, operaciones o cualquier acto que las entidades fiscalizadas, celebren o realicen, relacionados con el ejercicio del gasto público federal, se ajustaron a la legalidad, y si no han causado daños o perjuicios, o ambos, en contra de la Hacienda Pública Federal o, en su caso, del patrimonio de los entes públicos de la Federación; d) Comprobar si el ejercicio de la Ley de Ingresos y el Presupuesto de Egresos se ha ajustado a los criterios señalados en los mismos: i. Si las cantidades correspondientes a los ingresos y a los egresos, se ajustaron o corresponden a los conceptos y a las partidas respectivas; ii. Si los programas y su ejecución se ajustaron a los términos y montos aprobados en el Presupuesto de Egresos, y iii. Si los recursos provenientes de financiamientos y otras obligaciones se obtuvieron en los términos autorizados y se aplicaron con la periodicidad y forma establecidas por las leyes y demás disposiciones aplicables, y si se cumplieron los compromisos adquiridos en los actos respectivos; II. Verificar el cumplimiento de los objetivos contenidos en los programas: a) Realizar auditorías del desempeño de los programas, verificando la eficiencia, la eficacia y la economía en el cumplimiento de los objetivos de los mismos; b) Si se cumplieron las metas de los indicadores aprobados en el Presupuesto de Egresos y si dicho cumplimiento tiene relación con el Plan Nacional de Desarrollo y los programas sectoriales, y c) Si se cumplieron los objetivos de los programas y las metas de gasto que promuevan la igualdad entre mujeres y hombres; III. Promover las acciones o denuncias correspondientes para la imposición de las sanciones administrativas y penales por las faltas graves que se adviertan derivado de sus auditorías e investigaciones, así como dar vista a las autoridades competentes cuando detecte la comisión de faltas administrativas no graves para que continúen la investigación respectiva y promuevan la imposición de las sanciones que procedan, y IV. Las demás que formen parte de la fiscalización de la Cuenta Pública o de la revisión del cumplimiento de los objetivos de los programas federales. |

Para el desahogo de sus funciones, la ASF cuenta con la siguiente estructura:
- Auditoría Especial del Gasto Federalizado
- Auditoría Especial de Desempeño
- Auditoría Especial de Seguimiento, Informes e Investigación
- Auditoría Especial de Cumplimiento Financiero
- Unidad de Asuntos Jurídicos
- Unidad General de Administración
- Unidad de Homologación Legislativa, Planeación, Transparencia y Sistemas
- Unidad de Enlace Legislativo y Relaciones Institucionales
- Unidad Técnica de la Auditoría Superior de la Federación
- Auditoría Interna y de Evaluación de la Gestión
- Instituto de Capacitación y Desarrollo en Fiscalización Superior

## Efectos de la fiscalización como control externo
En términos generales, las auditorías que practica la ASF permiten constatar el cumplimiento eficaz, eficiente y económico del ejercicio de los recursos públicos y el desempeño por parte de los entes auditados; definir áreas de oportunidad a través de la emisión de Recomendaciones, que son sugerencias para fortalecer los procesos administrativos y los Sistemas de Control Interno; así como detectar errores en el registro de las operaciones que se llevan a cabo, o la existencia de irregularidades que causen un daño, perjuicio, o ambos, en contra de la Hacienda Pública Federal o el patrimonio de los entes públicos.
Cuando se generan observaciones como resultado de la ejecución de auditorías, las entidades fiscalizadas pueden solventarlas durante el desarrollo de éstas o a su término. Esto se puede realizar a través de la presentación de la documentación suficiente para acreditar que la actuación de los entes fue conforme a la normativa aplicable, entre otros elementos. Asimismo, en caso de que las observaciones que emita la ASF estén asociadas con un daño al erario, los entes pueden reintegrar los recursos observados a la Tesorería de la Federación o al patrimonio de los entes públicos, lo cual se conoce como recuperaciones operadas.
En caso de que los entes auditados no justifiquen su actuación o no reintegren los montos observados, la ASF está facultada para:
- Formular una Solicitud de Aclaración: La ASF requiere a las entidades fiscalizadas que presenten información adicional para atender las observaciones que se hayan realizado.
- Emitir un Pliego de Observaciones: La ASF determina en cantidad líquida los daños, perjuicios o ambos a la Hacienda Pública Federal o, en su caso al patrimonio de los entes públicos.
- Realizar una Promoción del Ejercicio de la Facultad de Comprobación Fiscal: La ASF informa a la autoridad competente sobre un posible incumplimiento de carácter fiscal detectado en el ejercicio de sus facultades de fiscalización.
- Emitir una Promoción de Responsabilidad Administrativa Sancionatoria: La ASF promueve, ante las instancias internas de control competentes, las presuntas acciones u omisiones que pudieran implicar una responsabilidad administrativa.
- Presentar Denuncias penales: La ASF presenta las denuncias penales de hechos presuntamente ilícitos cuando cuenta con los elementos que establece el marco legal aplicable.

## Diferencia entre el control interno y el control externo
De acuerdo con la ISSAI 1, la principal diferencia entre el control interno y el control externo radica en la independencia y autonomía de los órganos que ejercen dichas funciones. En el caso de la ASF —responsable de la fiscalización externa a nivel nacional— su autonomía técnica y de gestión está consignada en la CPEUM, lo cual garantiza que no exista ningún tipo de vínculo e interferencia entre los entes auditados y la ASF. Esto queda de manifiesto en el hecho de que la institución anualmente practica auditorías a diversos entes federales y estatales, así como a los tres Poderes de la Unión, incluyendo a la Cámara de Diputados, con independencia de que la ASF sea su órgano técnico.
En contraste, las instancias que ejercen las funciones de control interno dependen del mismo nivel administrativo u orgánico y, por lo tanto, su ámbito de incidencia se limita a la operación de algún ente en particular.
Asimismo, el tipo de auditorías que practica la ASF y los órganos responsables del control interno son diferentes en su enfoque y alcance, de acuerdo con la normatividad aplicable. En el caso de la ASF, sus auditorías se sustentan, principalmente, en lo dispuesto en la CPEUM y en la Ley de Fiscalización y Rendición de Cuentas de la Federación.